# Schempp-Hirth Standard Cirrus
Der Standard Cirrus ist ein Segelflugzeug des Herstellers Schempp-Hirth. Er wurde von Klaus Holighaus konstruiert und flog erstmals 1969. Bedingt durch die Auslegung „Standardklasse“ wurde er mit einer Spannweite von 15 m konstruiert und in GFK-Bauweise gebaut. Bis auf die Form des Rumpfvorderteils hat der Standard Cirrus nur wenig mit dem Schempp-Hirth Cirrus, dem „großen Cirrus“, gemein.

## Standard Cirrus

Standard Cirrus mit Winglets über dem Odenwald

Im Gegensatz zu früheren Segelflugzeugen verfügt der Standard Cirrus nur über „Schempp-Hirth-Bremsklappen“, die nach oben ausfahren. Der 10 m² große Flügel ist verhältnismäßig klein und hat eine hohe Streckung. Klaus Holighaus konnte dieses Flugzeug im Februar 1969 einfliegen. Mitte 1971 erfolgte eine Optimierung des Segelflugzeuges. Die Flügelschränkung wurde verändert und das Flugverhalten so verbessert. Über 700 Stück dieses Flugzeuges wurden bis 1977 hergestellt, davon 200 bei Grob. Zwischen 1977 und 1978 baute das französische Unternehmen Lanaverre Industrie das Modell Standard Cirrus bzw. Standard Cirrus 75 unter der Typenbezeichnung CS 11/75 L St. und CS 11/78 L St. Die Serien/-Werknummern überschneiden sich mit denen der deutschen Modelle, fangen jedoch mit ATC an. Das „L“ im Namen steht hierbei für „Lanaverre“ als Hersteller. Weitere 83 folgten bis 1979 bei VTC. VTC war in Serbien beheimatet und stand für „Vazduhoplovno Tehnicki Centar“. In den 1980er-Jahren wurde VTC durch die Jastreb Fabrika Aviona Jedrilica übernommen. Die letzten Standard-Cirrus-Modelle sind die Modelle „G/81“, die von Jastreb bis 1985 hergestellt wurden. Der Segelflug-Index beträgt 100 (FAI) sowohl für die Version mit 16 m Spannweite wie auch für den Std.-Cirrus mit Winglets. Ohne Winglets fliegt der Cirrus bei 15 m Spannweite mit dem Index 99. Die Variante „Standard Cirrus TOP“ mit Fischer Motor hat den Index 98. Damit fliegt der Standard Cirrus in der Wettbewerbsklasse „Clubklasse“.

## Kunstflug und Wolkenflug
Der normale Standard Cirrus ist bereits für einfachen Kunstflug sowie Wolkenflug (vorausgesetzt, dass die gesetzlichen Bestimmungen eingehalten sind/werden) zugelassen. Erlaubte Flugfiguren sind:
- Looping – Eintrittsgeschwindigkeit gemäß Handbuch 180 km/h
- Turn – Eintrittsgeschwindigkeit gemäß Handbuch 180 km/h
- Steilkurve – Eintrittsgeschwindigkeit gemäß Handbuch 120 km/h
- Trudeln

Die Maximalgeschwindigkeit des Luftfahrzeuges beträgt 220 km/h (Vne). Der Cirrus K ist hingegen eine Variante, die für den unbeschränkten Kunstflug konstruiert wurde.

## Standard Cirrus 75
Der Standard Cirrus 75, häufig nur Cirrus 75 genannt, ging ab Frühjahr 1975 in Serie. Der Rumpf wurde nach vorne hin etwas länger und läuft spitzer zu als beim originären Standard Cirrus. Die Rumpfnase kam vom Schempp-Hirth Janus. Weiterhin wurde die Schränkung der Tragflügel verändert, so dass der Cirrus 75 ein unkritischeres Flugverhalten an den Tag legt. Neben diesen Änderungen bekam der Standard Cirrus 75 auch eine geänderte Leitwerksaufhängung und Leitwerkskinematik sowie um 10 % vergrößerte Bremsklappen.

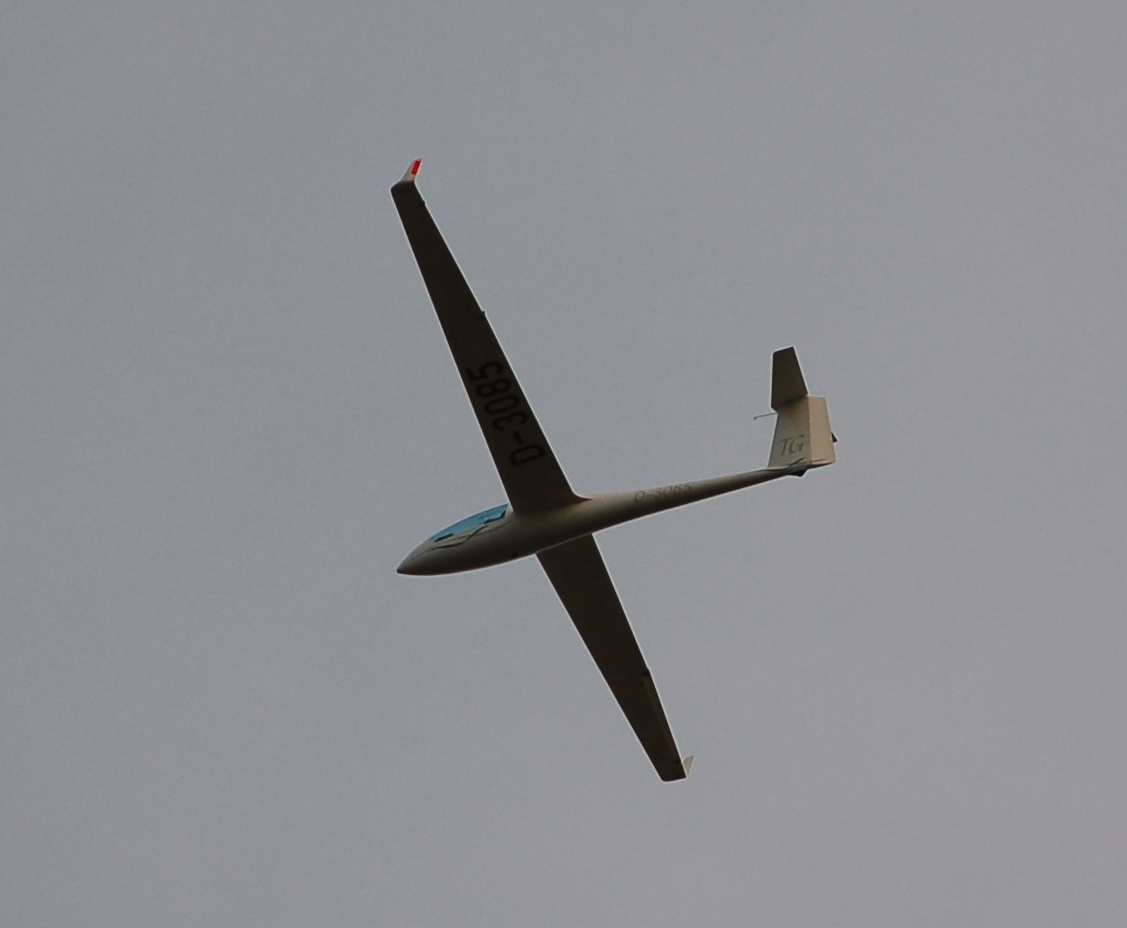
Standard Cirrus B mit Winglets im Flug

Weiterentwicklungen des Cirrus 75 sind der Standard Cirrus B (oder auch Cirrus 75B), der abnehmbare Flächenenden bekam und so auf eine Spannweite von 16 m erweitert werden konnte. Daneben erhielt der Standard Cirrus B auch serienmäßig integrierte Flächentanks zur Aufnahme von Wasserballast.
Der Standard Cirrus G bekam Ende der 1970er-Jahre ein gedämpftes Höhenruder anstelle des bis dahin verwendeten Pendelleitwerks. Im Rahmen einer TM lassen sich auch vorher gebaute Versionen auf ein gedämpftes Leitwerk umrüsten. Weiterhin ist es möglich, alle Standard-Cirrus-Versionen mit sogenannten Rittner-Klappen (doppelstöckigen Bremsklappen) auszurüsten. In den Jahren 1971, 1972 sowie 1974 erfolgten Messungen Leistungsmessungen des Standard Cirrus. 2011 erfolgte eine neuerliche Messreihe zur Erforschung von Bändern (Turbulatoren) auf den Tragflächenoberflächen. Die Testflüge bestätigten die Ergebnisse aus dem Anfang der 70er Jahre und die für damalige Verhältnisse sehr gute Gleitzahl von ~37.

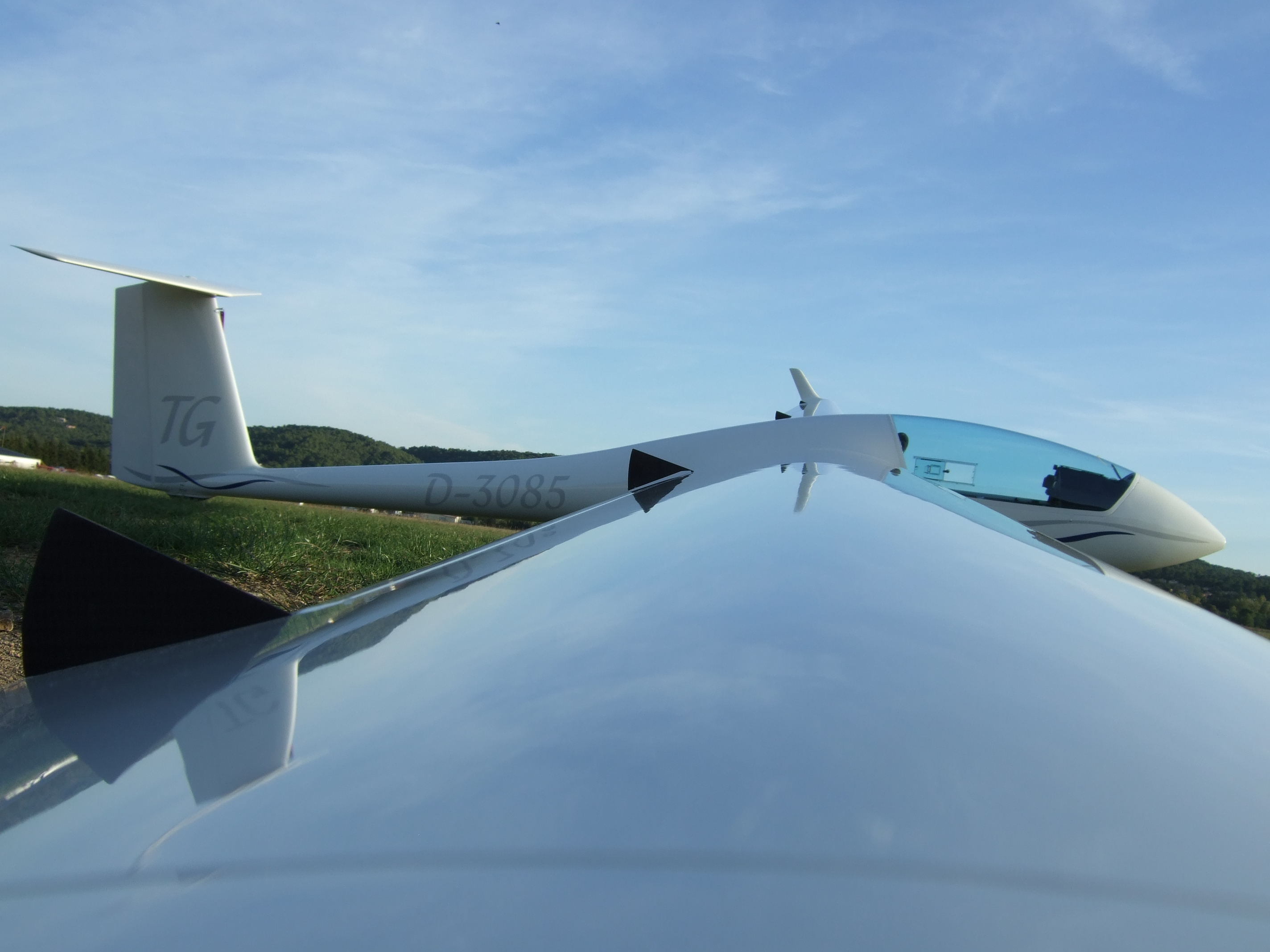
Standard Cirrus 75 B – Nahaufnahme

Im Jahr 2006 wurden für den Standard Cirrus Winglets entwickelt, die ein eigenstabileres Fliegen ermöglichen. Daneben ist es möglich im Rahmen einer kleinen Änderung (EASA Minor Change) noch Querruderscheiben einzubauen, die die Wendigkeit und Stabilität sowie Querruderwirksamkeit bei Verwendung von Winglets und 16-m-Flächen deutlich verbessern. Auch die Rückenlehne kann durch eine kleine Änderung (EASA Minor Change) durch die des Discus 2 ersetzt werden. Dies erfolgt analog der technischen Mitteilung TM 265-13 (Cirrus) nach vorheriger Freigabe und Unbedenklichkeitsbescheinigung durch den Hersteller und sorgt entsprechend für eine deutliche Verbesserung der passiven Sicherheit und des Komforts.

## Standard Cirrus G/81
Der Standard Cirrus G/81 ist die Neuauflage bzw. Weiterentwicklung des Standard Cirrus 75. Das „G“ steht für ein gedämpftes Höhenruder. Analog zum Standard Cirrus 75 verfügt der „G/81“ über einen längeren Rumpf sowie über Wasserballast von 60 Litern. Die Ausführung des Wasserballast-Systems ist als „Integral-Tank-System“ ausgeführt. Weiterhin hat die „G/81“ ein geringfügig größeres Cockpit. Das Vorderteil des Rumpfes entspricht dem des Mini Nimbus HS7. Die 81 ist eine Anlehnung an das Produktionsjahr des ersten „G/81“ – 1981. Die Serien/-Werknummern überschneiden sich mit denen der deutschen Modelle. Die Flugdaten und -werte, des „G/81“ sind mit denen des Standard Cirrus 75 weitgehend identisch – eine geringfügige Abweichung ergibt sich aus dem gedämpften Höhenleitwerk sowie dem schmaleren Rumpf (Mini Nimbus HS7) und dessen Auswirkungen auf die Aerodynamik.

## Standard Cirrus TOP
Der Standard Cirrus Top, ist die motorisierte Variante des Standard Cirrus. Als Muster wird der Cirrus mit dem Namen Standard Cirrus TOP bzw. der Baureihe Standard Cirrus B TOP durch das LBA mit der Motorsegler-Kennblattnummer 865 geführt. Durch die Firma Fischer + Entwicklungen (F + E GmbH & Co.) Sonnenring 38, 8300 Landshut/Altdorf wurde die Motorisierung entwickelt und zugelassen. Der Standard Cirrus Top kann wahlweise mit aufgesetzter Triebwerkseinheit oder ohne, als Segelflugzeug oder Motorsegler, betrieben werden. Bei dem Propeller handelt es sich um einen 3-Blatt Faltpropeller aus FVK, der mit einem Durchmesser von 1300 mm den motorisierten Flug ermöglicht. Das Flugzeug verfügt über 2 Tanks (links und rechts) mit je 4,0 l Benzin, die bis auf 0,05 l ausfliegbar sind. Als Zusatzinstrumente sind für die Top Version ein Kraftstoffvorratsanzeiger, ein Betriebsstundenzähler sowie ein Drehzahlmesser und eine Zylinderkopf-Temperaturanzeige vorgeschrieben. Bei aufgesetztem Motor ist nur der Betrieb in der Version 15 m ohne Wasserballast, Winglets und Ansteckflächen zugelassen. Seit dem 5. März 1992 war die Umrüstung auf die motorisierte Variante möglich.

## (Standard) Cirrus K
Beim Cirrus K handelt es sich um eine auf Initiative von Wilhelm Düerkop Ende der 1980er-Jahre in nur zwei Exemplaren gebaute Kunstflugvariante des Standard Cirrus. Die beiden Exemplare (D-4747 und D-3092) unterscheiden sich durch unterschiedlich große Querruder. Der Cirrus K ist optisch vor allem am Kreuzleitwerk mit dem großen Seitenruder und der auf 12,6 Meter gekürzten Flügelspannweite zu erkennen. Das Pendel-T-Leitwerk des Standard Cirrus wurde durch ein Kreuzleitwerk ersetzt. Zudem waren Verstärkungen am Rumpf notwendig, um den erhöhten Leitwerksmomenten gerecht zu werden. So modifiziert liegt die höchstzulässige Geschwindigkeit (VNE) bei 290 km/h, zulässige Lastvielfache sind +7/−5g. Gebaut wurden die beiden Exemplare im LTB Borowski in Winzeln. Mit dem Cirrus K ist es möglich, eine gesteuerte Rolle in zwei Sekunden zu fliegen.
Beide Exemplare existieren noch und werden regelmäßig geflogen. Der Cirrus K „D-4747 Langohreater“ wurde vom Förderverein Segelkunstflug im BWLV e. V. verchartert, befindet sich inzwischen aber wieder in reiner Privatnutzung.

## Wettbewerbserfolge und Weltmeistertitel
Bis heute fliegt der Standard Cirrus (75) immer noch äußerst erfolgreich in der Clubklasse mit. Bei der DM in Burg Feuerstein belegte Leon Bohnenkamp den 10. Platz. Bei der Segelflugweltmeisterschaft der Frauen 2023 belegte Sylvia Grandstaff den 15. Platz. Die Europameisterschaft 2019 schloss Adrien Henry mit dem siebten Platz ab. Die Segelflugweltmeisterschaft 2018 beendete Jaroslav Tomaňa mit dem dritten Platz. Die Europameisterschaft 2017 gewann Tim Kuijpers mit 4.248 Punkten. Die Segelflugweltmeisterschaft 2016 in Pociūnai schlossen die beiden Std.-Cirrus-Piloten Eric Bernard (Frankreich) und Riccardo Brigliadori (Italien) auf den Plätzen 2 und 3 ab. Bei der Segelflug-Europameisterschaft 2015 in Rieti belegten Standard Cirrus Flugzeuge die Plätze 1 und 2 (Europameister wurde Ondrej Dvorak, Vizemeister wurde Jan Louda). Bei der Clubklasseweltmeisterschaft in Argentinien 2013 belegte Roman Mracek Platz 3 und Tim Kuijpers den vierten Platz. 40 % der ersten zehn Flugzeuge bei der WM 2013 waren Standard-Cirrus-Segelflugzeuge. 22 % der Flugzeuge der Clubklasse EM 2011 in Nitra sind Cirren. Roman Mracek hat mit dem Standard Cirrus „IF“ 2011 den Europameistertitel gewonnen. Bei der Clubklasse-Weltmeisterschaft 2010 belegten Standard-Cirrus-Flugzeuge sechs der ersten 25 Plätze. Bei der Segelflugweltmeisterschaft der Junioren 2009 im finnischen Räyskälä belegte Alexander Spaeth Platz 3 auf einem Standard Cirrus. Weiterhin wurden in Räyskälä 2009 insgesamt sieben der ersten zehn Plätze von Standard-Cirrus-Piloten belegt worden. Bei der Segelflug-Europameisterschaft 2009 in Pociunai (Litauen) belegten Clubklasse-Piloten auf dem Standard Cirrus die Plätze 11, 12, 15, 24 und 28. Bei der Segelflugweltmeisterschaft der FAI-Klassen in Rieti (Italien) 2008 gewann Killian WALBROU (FRA) den Vizeweltmeistertitel mit einem Standard Cirrus 75, gefolgt von Peter TEMPLE (AUS) auf Platz 3 und Didier HAUSS (FRA) ebenfalls in einem Standard Cirrus auf Platz 4. Im Jahr 2007 gewann Killian Walbrou (Frankreich) mit einem Standard Cirrus die Clubklasse-Weltmeisterschaft der Junioren in Rieti (Italien). Bei der Weltmeisterschaft der Frauen 2005 auf dem Flugplatz Klix siegte Hana Vorinkova aus der Tschechischen Republik mit einem Standard Cirrus. Bei der Clubklasse-Weltmeisterschaft 2004 wurde Jay Rebbeck (UK) Vizeweltmeister auf einem Standard Cirrus. 2002 wurde Thomas Suchanek aus der Tschechischen Republik in Musbach, Schwarzwald, Weltmeister der Clubklasse mit einem Standard Cirrus. Er wurde gefolgt von Richard Hood (UK) und Pavel Louzecky (CZ) auf den Plätzen 2 und 3 – ebenfalls beide auf einem Standard Cirrus. Bei der Weltmeisterschaft 1974 in Australien wurde Ingo Renner Vizeweltmeister mit einem Standard Cirrus in der Standardklasse.

## Technische Daten
|                                 | Standard Cirrus | Cirrus 75        | Standard Cirrus B | Standard Cirrus B | Standard Cirrus G/81 | Cirrus K | Standard Cirrus TOP      |
| ------------------------------- | --------------- | ---------------- | ----------------- | ----------------- | -------------------- | -------- | ------------------------ |
| Spannweite                      | 15 m            | 15 m             | 15 m              | 16 m              | 15 m                 | 12,6 m   | 15 m                     |
| Flügelfläche                    | 10,04 m²        | 10,04 m²         | 10,04 m²          | 10,36 m²          | 10,04 m²             | n.bek.   | 10,04 m²                 |
| Flügelstreckung                 | 22,5            | 22,5             | 22,5              | 24,7              | 22,5                 | n.bek.   | 22,5                     |
| Rumpflänge                      | 6,35 m          | 6,36 m           | 6,36 m            | 6,36 m            | 6,41 m               | 6,4 m    | 6,36 m                   |
| Leermasse mit Mindestausrüstung | ca. 202 kg      | ca. 215 kg       | ca. 220 kg        | ca. 220 kg        | ca. 218 kg           | n.bek.   | ca. 220 kg               |
| Wasserballast                   | 60 kg           | 50 kg            | 60 kg             | 60 kg             | 60 kg                | –        | mit Motor nicht zulässig |
| max. Startmasse                 | 390 kg          | 390 kg           | 390 kg            | 390 kg            | 390 kg               | 330 kg   | 375 kg                   |
| max. Flächenbelastung           | 39 kg/m²        | 39 kg/m²         | 39 kg/m²          | 31,85 kg/m²       | 39 kg/m²             | n.bek.   | n.bek.                   |
| Geringstes Sinken               | 0,65 m/s        | 0,63 m/s         | 0,60 m/s          | 0,53 m/s          | 0,57 m/s             | n.bek.   | ~0,67 m/s                |
| Gleitzahl                       | 36*             | 36,4 bei 90 km/h | 36,4 bei 90 km/h  | 38*               | 38*                  | 30*      | ~32*                     |

Sollbruchstellen:
– Bruchfestigkeit für Windenschlepp max. 550 daN
– Bruchfestigkeit für Flugzeugschlepp 550 daN
– Bruchfestigkeit für Kraftfahrzeugschlepp 550 daN
Geschwindigkeiten:
– Manövergeschwindigkeit / Manoeuvring Speed VA 170 km/h (178 km/h Cirrus K)
– Höchstzulässige Geschwindigkeit / Never Exceed Speed VNE 220 km/h (290 km/h Cirrus K)
– Höchstzulässige Geschwindigkeit bei starker Turbulenz / in rough air VRA 220 km/h
– Höchstzulässige Geschwindigkeit bei Flugzeugschlepp / in aero-tow VT 150 km/h
– Höchstzulässige Geschwindigkeit beim Windenschlepp / in winch-launch VW 120 km/h
– Höchstzulässige Geschwindigkeit beim Autoschlepp / in car-launch 120 km/h
– Höchstzulässige Geschwindigkeit bei ausgefahrenem Triebwerk / engine extended 160 km/h
(*) Flugtests haben gezeigt, dass die tatsächliche Gleitzahl um etwa 1,5 Punkte niedriger ist.
Nachfolger des Standard Cirrus bei Schempp-Hirth ist der Schempp-Hirth Discus.